# マリア観音

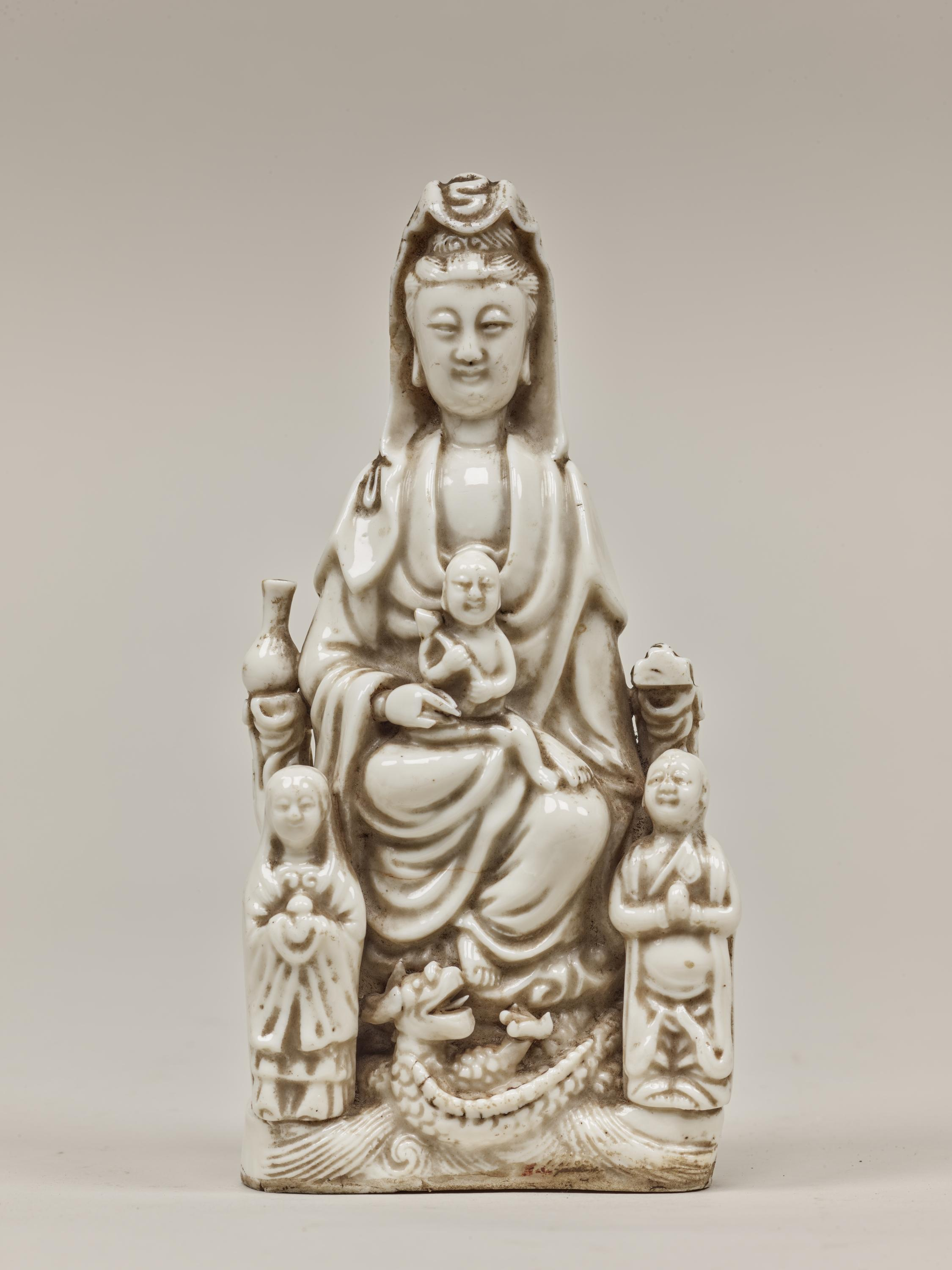
マリア観音像（C-605・重要文化財）。東京国立博物館所蔵。

マリア観音（マリアかんのん）は、日本において、かくれキリシタンが聖母マリア像として信仰の対象としていた観世音菩薩像のことである。キリシタンの居住する地域のうち、主に外海・浦上系において多く見られた風習である。

## 用語
「マリア観音像」という名称は1920年（大正9年）ごろが初出であり、たとえば芥川龍之介がこの年に発表した『黒衣聖母』において「麻利耶観音像」の名称を用いている。また、美術カタログにおいて「マリア観音」の名称が用いられたのは永山時英が1925年（大正14年）に刊行した『吉利支丹史料集』においてである。
外海・浦上のキリシタン自身はこれらの像を「ハンタマルヤ」と呼んでいる。これは、宣教師が伝えた「サンタ・マリア」、すなわち聖母マリアの呼称に由来するものである。若桑みどりや宮川由衣は、キリシタンはあくまでこれらの像を「観音」ではなく「マリア像」とみなしていたと論じ、中園成生は「マリア観音像」はあくまで外部からの呼称であるとして、偽造品を除く出自が明らかな像については「ハンタマルヤ像」と呼称することを提唱している。長崎・外海においてフィールドワークをおこなっているムンシ・ロジェによれば、現代日本のかくれキリシタン当事者も外部とのやりとりにあたっては「マリア観音」の用語をもちいることがあり、かつ自分たちでは先祖伝来の像を「マリア様」と呼称しているという。

## 歴史

### 背景
「マリア観音」として知られている像には17世紀に中国・徳化窯で製造されたものが多くある。片岡弥吉などが論じるよう、これらの像は本来仏像として製造されたものが、潜伏キリシタンにより聖母像として信仰されたものであるとの考えが一般的であった。一方で、若桑みどりはこれらの像は製造地・中国においてすでに聖母像としての性質を有しており、日本にも聖母像として輸入されたものであると論じている。
宮川由衣はキリシタンの所蔵していた諸仏のうち「ハンタマルヤ」と呼称されていた像が中国由来のものだけであること、長崎の寺院において同様の白磁観音像が見られないこと、中国の観音像がキリスト教的聖母像から影響を受けていることを指摘する意見があること、ヨーロッパ向けの徳化窯製白磁の販売記録に「Sancta Maria」という記載があることなどを根拠として、同説を支持している。中園成生はハンタマルヤ像として伝えられる像のうち、胸元に点を十字に配した像、左右に礼拝者を従えている像などについては、マリア像として中国で製作されたものである可能性もある一方、東京国立博物館所蔵の諸像には普通の仏像・神像に見えるものも存在し、このなかには潜伏キリシタンがキリスト教と並行して信仰していた仏教・神道の像も混入しているのではないかと論じている。

### 禁教下の記録
マリア観音（サンタマルヤ像）がいつ頃から信仰されはじめたものかについてははっきりとしないが、中園は1599年（慶長4年）時点で禁教状態となっていた生月・平戸のかくれキリシタン信仰においてこうした信仰がみられないことから、少なくともキリシタン信仰中期以降、すなわち1600年（慶長5年）より後に成立した風習であろうと論じている。
1856年（安政3年）の浦上三番崩れでは、白磁・銅・木・青磁・石製の観音菩薩像や大日如来像、毘沙門天像が没収されている。後者の事件について、長崎奉行所の記録によれば、浦上村潜伏キリシタンの指導者であった吉蔵が「先祖共より持伝信仰いたし来候ハンタマルヤと申す白焼仏立像一体」を、同じく浦上村の龍平が「先祖共より持伝信仰いたし来候由の白焼ハンタマルヤ座像二体」を所持していたと口述している。これらの像は押収されたのち臨済宗春徳寺の僧侶・禎禅と曹洞宗皓台寺の僧侶・廓菴によって鑑定が行われたものの、彼らはこれは観音像であって「邪宗仏」ではないとみなし、像については「異宗」の品である「異仏」として処理された。このとき押収された仏像はのちに東京国立博物館の所蔵するところとなったが、同博物館の目録においては徳化窯で製造された白磁観音像のみが「マリア観音像」と呼称され、それ以外の諸仏については観音菩薩像・大日如来像・地蔵菩薩像などそれぞれ一般的な仏像分類にもとづいた命名がなされている。
吉蔵は「イナツシヨウと申唐かね仏座像一体流金指輪様の品に彫付有候ジゾウスと申仏一体」も所持していたと後述しており、日沖直子は「イナツシヨウ（聖イグナチオ）」については東京国立博物館所蔵の銅製観音菩薩坐像であろうと論じている。一方で、長崎奉行・岡部駿河守長常は「村内信仰のもの共所持いたし候仏の儀は白焼にて子を抱候女体の仏有之、則リウス幼稚の砌ハンタマルヤ養育いたし候体の由、これは世上に子安観音として流布いたし其余唐かね木像等にて様々形替り候仏はハンタマルヤ艱難修行中化身の姿と申し伝」と記述しており、白磁ではなく鋳造仏でありながら「ハンタマルヤ」と呼称されていた像もあったようである。白磁の「マリア観音像」については信徒が破片の形でありながら保存し続けていたものも少なくなく、日沖直子は「潜伏信者たちにとっ てマリア観音像が特に大きな意味を持っていたことがうかがわれる」と論じている。

## 信仰
長崎県下のかくれキリシタン信仰には「生月・平戸系」と「外海・浦上系」の2系統が存在する。生月・平戸系の信徒は生月島および平戸島西岸にみられ、信仰の組単位でお掛け絵（聖画に起源する絵）といった御神体を祀り、年間行事も多くある。一方、外海・浦上系の信徒は長崎近郊の浦上および外海地方を中心に居住するほか、外海の住民が江戸時代後期以降多く移住した、五島・平戸・東松浦半島沖の島々にもみられる。ハンタマルヤ像に対する信仰がみられるのはうち外海・浦上系においてである。しかし、日沖直子による2017年の論考によれば、「生月でも近年『マリア観音』像を新たに入手して祭壇に加えた家があった」という。
家野町においては、磁器製の観音像は「み仏様」と呼ばれ、平時は箱に入れて保管している。命日寄りの日にはこれを取り出し、新しい半紙に乗せたうえで信者の中を回し、「死したる時は、お見知りになってくださいませ」と言いながら額に押し当てる。浦上三番崩れの記録である『異宗仕置書付』によれば、浦上の信徒は病人が出たとき白焼仏に願をかけ、効果がないときは像の首や胴体を砕いて祈念した。先述の通り、東京国立博物館所蔵のマリア観音には破片となっているものもあるが、中園成生はこれについて「そのような理由で打ち欠いた像である可能性がある」と論じている。外海においてもハンタマルヤ像が「タカラモノ」として祀られていた。

## 諸仏

### 東京国立博物館所蔵品

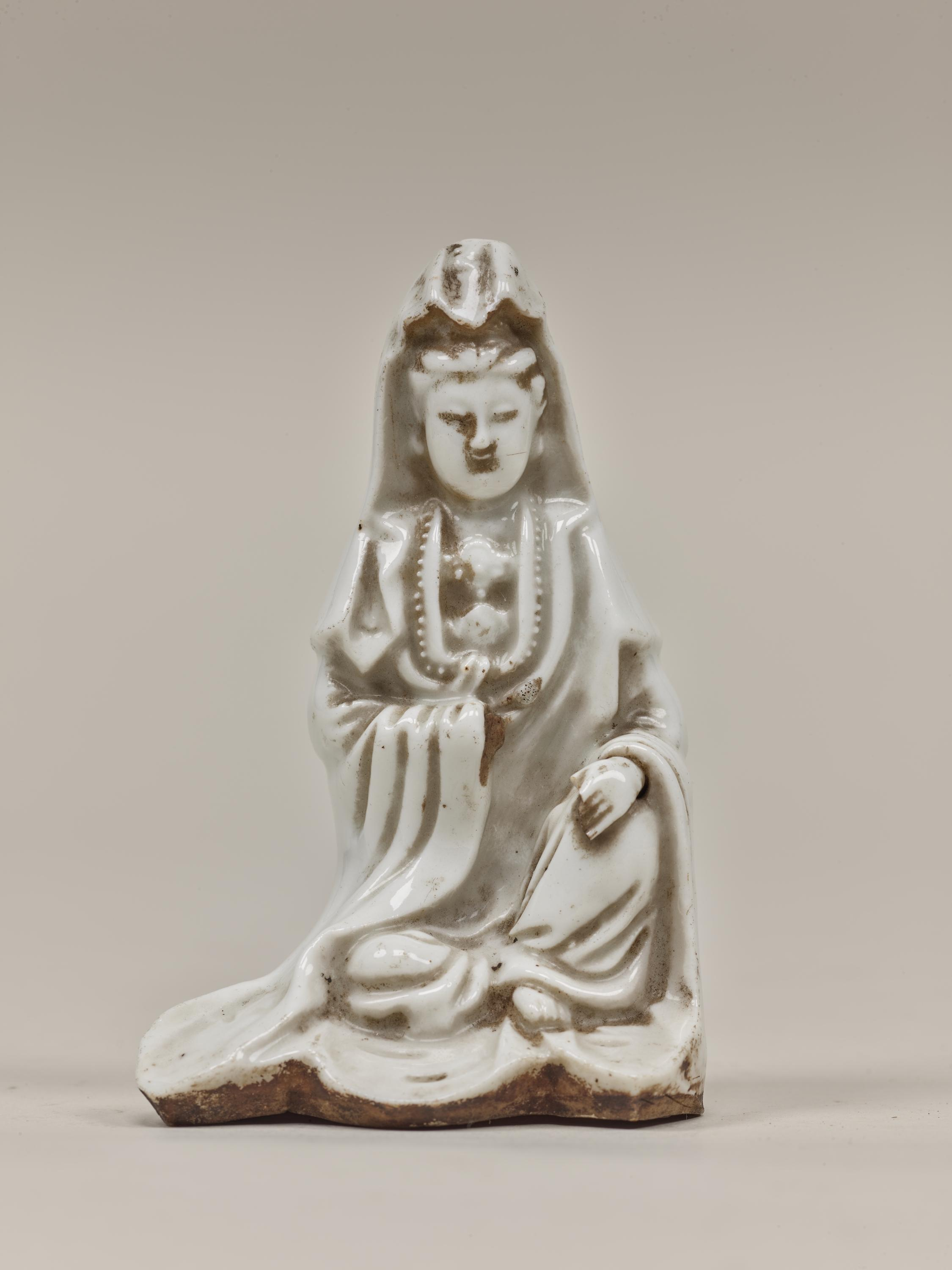
マリア観音像（C-613・重要文化財）。東京国立博物館所蔵。

先述の通り、東京国立博物館には浦上三番崩れにあたって没収されたマリア観音像が収蔵されている。これは、長崎奉行所によって没収された品が明治期に長崎県から教部省、内務省社寺局を経て帝国博物館に移管されたものが引き継がれたものである。マリア観音を含む東京国立博物館所蔵のキリシタン関係資料140点は1977年（昭和52年）6月11日、「長崎奉行所キリシタン関係資料」として重要文化財に登録された。
日沖直子はこれらのマリア観音について、「白磁の抜けるような白さや釉の透明感、モデリングの繊細さにおいて各段に劣っており、徳化窯製品の中でも大衆むけの大量生産品だったか、あるいは徳化窯風に日本国内の別の場所で作られたものなのか、判断がつかない」と論じる。また、日沖によれば浦上の潜伏キリシタンがこれらの白磁製品を自己資金で手に入れたとは考えにくく、「禁教直前に宣教師が配ったか、潜伏初期にキリシタン 共同体のリーダー格がまとめて入手した可能性が高い」。

### その他
田北耕也によれば、1883年（明治16年）ごろに再布教および村民全員の洗礼が実施された集落である野母半島・善長谷においては、1918年（大正7年）にプティジャン版『公教要理』などとともにまとめられていたマリア観音が再発見され、浦上天主堂に収められた。これらの諸仏については、長崎市への原子爆弾投下により失われた。
また、西南学院大学博物館には3点の伝「マリア観音」白磁像および1点の鋳造仏が所蔵されている。うち白磁像1点については長崎バプテスト教会関係者から大学に寄贈があったものであり、2021年（令和3年）まで展示がおこなわれていたが、この年に学芸員である下園知弥による検証が実施されたのち、キリシタン遺物ではないことを明記したうえで展示に戻された（cf. 虚構系資料）。中園成生は「かくれキリシタン信仰の信仰対象については、同じ形だからという理由付けは殆ど意味を持たない」としたうえで、「マリア観音」とされる出自不明の像が骨董品市場に多く出回ったこと、「かくれキリシタンの信仰資料という箔をつけるため、古物商がわざわざかくれキリシタン信者の家に神像を贈った例すらある」ことを報告している。中園はまた、かくれキリシタンがキリスト教と同時に仏教・神道といった他宗教を信仰することは一般によくみられることであり、「外海地方などのかくれキリシタン信者が所持する観音像なども、無条件でキリシタン信仰の御神体とする事はできない」と論じる。

## 関連文献
- Naoko Frances Hioki (2016). “Deconstructing Maria Kannon: A New Look at the Marian Image for Urakami Crypto-Christians, ca. 1860”. Japanese Religions 40 (1 & 2):  1-19.